# Giovanni Galasso (ingegnere)
Giovanni Galasso (Portocannone, 23 marzo 1897 – Napoli, 8 luglio 1984) è stato un ingegnere italiano, progettista di numerosi velivoli di successo, tra cui i caccia Ro.44, Ro.51, Ro.57, Ro.58, l'addestratore Ro.41, l'idrovolante da ricognizione Ro.43, e il velivolo da collegamento Ro.63, alcuni largamente utilizzati nel corso della seconda guerra mondiale.

## Biografia
Nacque a Portocannone, provincia di Campobasso  il 23 marzo 1897. 
Laureatosi al Politecnico di Torino in ingegneria industriale meccanica il 22 marzo 1922, iniziò immediatamente a lavorare presso l'Aeronautica d'Italia di Torino (già Aeronautica Ansaldo) come capo dell'ufficio tecnico di officina, per poi venire assunto, il 1 aprile 1929, dalla Direzione Tecnica Aviazione della Fiat, con la qualifica di capo ufficio della Direzio0ne Tecnica Aviazione. Qui ebbe una parte decisiva nella realizzazione del Fiat A.S.1, un aereo che diede ai progettisti e alla casa costruttrice molte soddisfazioni.
Il 27 settembre dello stesso anno, a causa del basso stipendio, accettò l'offerta delle Officine Ferroviarie Meridionali di Napoli che gli triplicavano lo stipendio se fosse riuscito a lasciare la Fiat. Dimessosi, lasciò Torino e si trasferì a Napoli, dove fu assunto dalle OFM il 1 novembre 1930.
Costituito in breve tempo un gruppo di lavoro, la cui prima realizzazione fu il Ro.25 un biplano monomotore, mono e biposto da scuola e acrobazia, realizzato in soli due prototipi, uno a decollo terrestre e l'altro idrovolante.
A questo seguì il Ro.26 un biplano monomotore, biposto, per l'addestramento acrobatico dei piloti militari. L'aereo fu costruito in pochi esemplari sia nella versione terrestre che come idrovolante.
Ad essi seguirono i velivoli da ricognizione e aerocooperazione Ro.30 e Ro.37 Lince, l'addestratore Ro.41 Maggiolino e l'idrovolante da ricognizione Ro.43.
Il 10 agosto 1935 fu nominato direttore tecnico, in sostituzione dell'ingegnere Alessandro Tonini prematuramente deceduto.
Dal Ro.43, su richiesta della Direzione Generale Costruzioni Aeronautiche ne fu tratta una versione idrocaccia, designata Ro.44. Ad esso seguirono il caccia monomotore Ro.51, i bimotori da combattimento Ro.53, Ro.57, Ro.58, i trimotori Ro.67 e CP.12,  il velivolo da collegamento Ro.63, e l'idrovolante a scarponi IR.11.
Dopo la firma dell'armistizio dell'8 settembre 1943 lasciò definitivamente l'attività progettuale. Nel 1945 fu contattato dall'azienda statunitense Douglas Aircraft Company per un'eventuale assunzione, ma declinò l'offerta. Si spense a Napoli l'8 luglio 1984.

### Annotazioni
1. ↑  Per dar forza alla propria impostazione lavorativa si era fatto raggiungere da Torino dai alcuni suoi vecchi collaboratori, tra i quali il perito industriale Otello Bucarelli, ai quali si aggiunsero anche l'ingegnere Pietro Callerio come Vice capo ufficio tecnico, e p.a. Arturo Ferrara, avvalendosi anche della collaborazione dei più esperti disegnatori delle OFM Claudio Bonfiglietti e Ferdinando Longobardi.

### Fonti
1. 1 2 3 4  Ali nella Gloria n.41, agosto-settembre 2019, p. 6.
2. 1 2  Ali nella Gloria n.41, agosto-settembre 2019, p. 7.
3. ↑  Mancini 1936, p. 471.
4. ↑  Mancini 1936, p. 529.
5. 1 2 3  Ali nella Gloria n.41, agosto-settembre 2019, p. 8.
6. 1 2  Ali nella Gloria n.41, agosto-settembre 2019, p. 9.
7. 1 2 3 4  Ali nella Gloria n.41, agosto-settembre 2019, p. 10.
8. 1 2  Ali nella Gloria n.41, agosto-settembre 2019, p. 11.
9. 1 2  Ali nella Gloria n.41, agosto-settembre 2019, p. 12.